# Fan Zhendong
Fan Zhendong (chinesisch 樊振東 / 樊振东, Pinyin Fán Zhèndōng; * 22. Januar 1997 in Guangzhou) ist ein chinesischer Tischtennisspieler und spielt seit 2025 für den 1. FC Saarbrücken in Bundesliga und Champions League. Er gewann viermal den World Cup, ist mehrfacher Weltmeister mit der Mannschaft und wurde 2021 und 2023 Weltmeister im Einzel. Bei den Olympischen Spielen in Paris 2024 holte er die Goldmedaille im Herren-Einzel. Er erreichte damit als sechster männlicher Spieler den Grand-Slam als Einzel-Weltmeister, Olympiasieger und World-Cup-Sieger. Er gilt damit als einer der besten Tischtennisspieler überhaupt.

## Werdegang
Fan Zhendong konnte bereits im Jahr 2012 als Fünfzehnjähriger den Einzeltitel bei der Jugendweltmeisterschaft im Endspiel gegen seinen Landsmann Lin Gaoyuan erringen. Außerdem wurde er beim gleichen Turnier mit der chinesischen Mannschaft Jugendmannschaftsweltmeister und auch im Doppel mit Fan Shengpeng wurde er Erster. Im Mixed mit Liu Gaoyang erreichte er das Endspiel.
| Niederlagen gegen ausländische Spieler | Niederlagen gegen ausländische Spieler | Niederlagen gegen ausländische Spieler | Niederlagen gegen ausländische Spieler |
| Gegner                                 | Datum                                  | Turnier                                | Erg.                                   |
| -------------------------------------- | -------------------------------------- | -------------------------------------- | -------------------------------------- |
| Marcos Freitas                         | 22.02.2013                             | Qatar Open                             | 0:4                                    |
| Kenta Matsudaira                       | 07.07.2013                             | Asienmeisterschaft                     | 0:3                                    |
| Cho Eon-rae                            | 22.02.2014                             | Qatar Open                             | 3:4                                    |
| Chen Feng                              | 28.09.2014                             | Asienspiele (Team)                     | 2:3                                    |
| Li Hu                                  | 28.09.2014                             | Asienspiele (Team)                     | 2:3                                    |
| Chen Chien-An                          | 15.09.2017                             | Asian Cup                              | 2:3                                    |
| Dimitrij Ovtcharov                     | 12.11.2017                             | German Open                            | 3:4                                    |
| Tomokazu Harimoto                      | 06.04.2018                             | Asian Cup                              | 1:3                                    |
| Hugo Calderano                         | 15.12.2018                             | Grand Finals                           | 2:4                                    |
| Jung Young-sik                         | 06.07.2019                             | Korea Open                             | 2:4                                    |
| Patrick Franziska                      | 12.07.2019                             | Australian Open                        | 2:4                                    |
| Dimitrij Ovtcharov                     | 01.02.2020                             | German Open                            | 3:4                                    |
| Tomokazu Harimoto                      | 08.10.2022                             | Weltmeisterschaft (Team)               | 2:3                                    |
| Dimitrij Ovtcharov                     | 28.10.2022                             | WTT Cup Finals                         | 2:3                                    |
| Cho Daeseong                           | 02.03.2023                             | WTT Star Contender Goa                 | 2:3                                    |
| Alexis Lebrun                          | 21.04.2023                             | WTT Champions Macao                    | 2:3                                    |
| Lee Sang-su                            | 01.11.2023                             | WTT Champions Frankfurt                | 1:3                                    |
| Hugo Calderano                         | 30.03.2024                             | WTT Champions Incheon                  | 2:4                                    |
| Patrick Franziska                      | 08.05.2024                             | Saudi Smash                            | 2:3                                    |

In der Saison 2013/14 spielte Fan Zhendong in der chinesischen Superliga bei Bayi. Im Jahr 2013 wurde er nach guten Leistungen in den chinesischen Trials für den Einzelwettbewerb der Weltmeisterschaft nominiert. Dort erreichte Fan Zhendong die dritte Runde und musste sich letztlich dem späteren Sieger Zhang Jike geschlagen geben. Im Juli rückte er in der Weltrangliste in die Top 10 vor, aus denen er ab Dezember nicht wieder herausfiel.
Im November 2013 konnte Fan im Alter von 16 Jahren innerhalb von acht Tagen zwei World-Tour-Siege in Polen und Deutschland erzielen. In Berlin schlug er im Finale mit Dimitrij Ovtcharov den amtierenden Europameister aus Deutschland. Seine Niederlagen bei den Asienspielen im Gruppenspiel gegen Singapur im September 2014 waren für fast drei Jahre, bis er im September 2017 beim Asian Cup gegen Chen Chien-An verlor, seine letzte Niederlagen gegen nicht-chinesische Spieler.
Bei der Asiatischen Meisterschaft 2015 holte Fan Zhendong alle vier Titel: im Mannschafts-, Doppel-, Mixed- und Einzelwettbewerb, nachdem er in der Superliga zuvor eine Bilanz von 35:1 erspielt hatte. 2015 nahm er erstmals am World Cup teil und gewann nach einer Finalniederlage gegen Ma Long die Silbermedaille. Den World Cup 2016 gewann er durch einen Finalsieg über Xu Xin.

Verlauf der Weltranglistenposition

Bei den China Open im Juni 2017 boykottierten Ma Long, Fan Zhendong und Xu Xin ihre Achtelfinalpartien. Dies geschah aus Protest dagegen, dass Trainer Liu Guoliang zu einem von 15 Vizepräsidenten „befördert“ worden war und somit sein Traineramt verloren hatte. Zuschauer vor Ort äußerten ihre Unterstützung für Liu Guoliang. Das chinesische Sportministerium kündigte Konsequenzen an. Auch andere chinesische Nationalspieler bekundeten auf Weibo ihre Unterstützung, entsprechende Einträge wurden jedoch nachträglich gelöscht. Am nächsten Tag wurden auf den Weibo-Seiten der Spieler identisch lautende Entschuldigungen veröffentlicht. In der Woche darauf wurden alle für die Australian Open gemeldeten männlichen chinesischen Spieler (darunter Xu Xin und Fan Zhendong) wieder abgemeldet. Ende Oktober verurteilte die ITTF die drei boykottierenden Spieler zu einer Strafzahlung von jeweils 20.000 Dollar.
Die am Boykott beteiligten Spieler traten bei den chinesischen Nationalspielen im August/September wieder an – ab September bis November spielten sie auch wieder international –, bei denen Fan Zhendong nach einer Finalniederlage gegen Ma Long Silber im Einzel gewann. Nach einer Finalniederlage gegen Lin Gaoyuan holte er zudem Silber beim Asian Cup. Ende des Jahres schlug er bei den Grand Finals Chuang Chih-Yuan, Xu Xin, Timo Boll und Dimitrij Ovtcharov, wodurch er Gold gewann. Nach dem Gewinn der Qatar Open rückte er im April 2018 zum ersten Mal an die Spitze der Weltrangliste vor, mit dem Team holte er erneut WM-Gold und im Einzel Gold beim World Cup. Bei der Weltmeisterschaft 2019 traf er bereits im Achtelfinale auf seinen Teamkollegen Liang Jingkun, dem er mit 2:4 unterlag, im Mixed mit Ding Ning holte er aber Bronze. Im selben Jahr konnte er im Einzel- und Doppelwettbewerb Gold bei den World Tour Grand Finals gewinnen. 2020 siegte er beim World Cup, den er damit als erster Spieler zum dritten Mal in Folge gewann.
2021 nahm er zum ersten Mal an den Olympischen Spielen teil und holte nach einer Finalniederlage gegen Ma Long Silber, im November bzw. Dezember gewann er jeweils in Abwesenheit von Ma die Weltmeisterschaft und die WTT Cup Finals. 2023 wurde er zum jeweils zweiten Mal Weltmeister im Einzel und Doppel, im Jahr darauf holte er im Einzel und mit der Mannschaft Gold bei den Olympischen Spielen.
Im Dezember 2024 kündigte er seinen Rückzug aus der WTT an aus Protest gegen eine neue Regel, welche Geldstrafen für das Verpassen internationaler Turniere vorsieht. In einem Post auf dem chinesischen Sina Weibo schrieb er von der hohen psychologischen Belastung der Spiele in Paris.
2025 verkündete der 1. FC Saarbrücken überraschend seinen Wechsel in die deutsche Bundesliga.

## Erfolge
Mannschaft
- Olympische Spiele: Gold 2021, 2024
- Weltmeisterschaften: Gold 2014, 2016, 2018, 2022, 2024
- World Cup: Gold 2018, 2019
- Asienmeisterschaften: Gold 2013, 2015, 2017, 2019
- Asienspiele: Gold 2014, 2018, 2022
- Jugend-Weltmeisterschaft: Gold 2012

Einzel
- Olympische Spiele: Gold 2024, Silber 2021
- Weltmeisterschaften: Gold 2021, 2023, Silber 2017, Bronze 2015
- World Cup: Gold 2016, 2018, 2019, 2020, Silber 2015
- Asienmeisterschaften: Gold 2015, 2017, Bronze 2019
- Asienspiele: Gold 2018, Silber 2014, 2022
- Asian Cup: Gold 2018, 2019, Silber 2014, 2015, 2017
- ITTF World Tour Grand Finals/WTT Cup Finals: Gold 2017, 2019, 2021, Silber 2015, 2016, 2020, 2023, Bronze 2013
- Jugend-Weltmeisterschaft: Gold 2012

Doppel
- Weltmeisterschaften: Gold 2017, 2023, Silber 2015
- Asienmeisterschaften: Gold 2015, 2017, Silber 2019
- Asienspiele: Gold 2022, Silber 2014
- ITTF World Tour Grand Finals/WTT Cup Finals: Gold 2019, Halbfinale 2023
- Jugend-Weltmeisterschaft: Silber 2012

Mixed-Doppel
- Weltmeisterschaften: Bronze 2019
- Asienmeisterschaften: Gold 2015, Bronze 2013
- Jugend-Weltmeisterschaft: Gold 2012

## Turnierergebnisse
Quelle: ITTF-Datenbank
| Verband | Veranstaltung                | Jahr | Ort          | Land | Einzel        | Doppel        | Mixed         | Team | U-21 |
| ------- | ---------------------------- | ---- | ------------ | ---- | ------------- | ------------- | ------------- | ---- | ---- |
| CHN     | Asienmeisterschaft           | 2023 | Pyeongchang  | KOR  | Silber        | Gold          |               | Gold |      |
| CHN     | Asienmeisterschaft           | 2019 | Yogyakarta   | IDN  | Halbfinale    | Silber        |               | Gold |      |
| CHN     | Asienmeisterschaft           | 2017 | Wuxi         | CHN  | Gold          | Gold          |               | Gold |      |
| CHN     | Asienmeisterschaft           | 2015 | Pattaya      | THA  | Gold          | Gold          | Gold          | Gold |      |
| CHN     | Asienmeisterschaft           | 2013 | Busan        | KOR  | Viertelfinale |               | Halbfinale    | Gold |      |
| CHN     | Asian Cup                    | 2019 | Yokohama     | JPN  | Gold          |               |               |      |      |
| CHN     | Asian Cup                    | 2018 | Yokohama     | JPN  | Gold          |               |               |      |      |
| CHN     | Asian Cup                    | 2017 | Ahmedabad    | IND  | Silber        |               |               |      |      |
| CHN     | Asian Cup                    | 2015 | Jaipur       | IND  | Silber        |               |               |      |      |
| CHN     | Asian Cup                    | 2014 | Wuhan        | CHN  | Silber        |               |               |      |      |
| CHN     | Asienspiele                  | 2022 | Hangzhou     | CHN  | Silber        | Gold          |               | Gold |      |
| CHN     | Asienspiele                  | 2018 | Jakarta      | IDN  | Gold          |               |               | Gold |      |
| CHN     | Asienspiele                  | 2014 | Incheon      | KOR  | Silber        | Silber        | Viertelfinale | Gold |      |
| CHN     | Ostasienspiele               | 2013 | Tianjin      | CHN  | Gold          |               |               |      |      |
| CHN     | Olympische Spiele            | 2024 | Paris        | FRA  | Gold          |               |               | Gold |      |
| CHN     | Olympische Spiele            | 2021 | Tokio        | JPN  | Silber        |               |               | Gold |      |
| CHN     | Olympische Jugendspiele      | 2014 | Nanjing      | CHN  | Gold          |               |               | Gold |      |
| CHN     | Grand Smash                  | 2024 | Singapur     | SGP  | letzte 32     | Silber        |               |      |      |
| CHN     | Grand Smash                  | 2023 | Singapur     | SGP  | Gold          | Gold          | Halbfinale    |      |      |
| CHN     | Grand Smash                  | 2022 | Singapur     | SGP  | Gold          | Gold          |               |      |      |
| CHN     | WTT Series (Champions)       | 2024 | Chongqing    | CHN  | Gold          |               |               |      |      |
| CHN     | WTT Series (Champions)       | 2024 | Incheon      | KOR  | Halbfinale    |               |               |      |      |
| CHN     | WTT Series (Star Contender)  | 2023 | Ljubljana    | SLO  | Gold          |               |               |      |      |
| CHN     | WTT Series (Contender)       | 2023 | Zagreb       | HRV  | Silber        |               |               |      |      |
| CHN     | WTT Series (Champions)       | 2023 | Xinxiang     | CHN  | Gold          |               |               |      |      |
| CHN     | WTT Series (Champions)       | 2022 | Macau        | MAC  | Silber        |               |               |      |      |
| CHN     | ITTF World Tour              | 2020 | Doha         | QAT  | Gold          | Halbfinale    |               |      |      |
| CHN     | ITTF World Tour              | 2019 | Linz         | AUT  | Gold          |               |               |      |      |
| CHN     | ITTF World Tour              | 2019 | Bremen       | GER  | Gold          | Halbfinale    |               |      |      |
| CHN     | ITTF World Tour              | 2019 | Stockholm    | SWE  | Halbfinale    | Gold          |               |      |      |
| CHN     | ITTF World Tour              | 2019 | Geelong      | AUS  | letzte 16     | Halbfinale    |               |      |      |
| CHN     | ITTF World Tour              | 2019 | Busan        | KOR  | Viertelfinale | Gold          |               |      |      |
| CHN     | ITTF World Tour              | 2019 | Sapporo      | JPN  | Halbfinale    | Gold          | Halbfinale    |      |      |
| CHN     | ITTF World Tour              | 2019 | Budapest     | HUN  | Halbfinale    | Silber        |               |      |      |
| CHN     | ITTF World Tour              | 2018 | Linz         | AUT  | Halbfinale    | Viertelfinale |               |      |      |
| CHN     | ITTF World Tour              | 2018 | Stockholm    | SWE  | Gold          | letzte 16     |               |      |      |
| CHN     | ITTF World Tour              | 2018 | Shenzhen     | CHN  | Silber        | Gold          |               |      |      |
| CHN     | ITTF World Tour              | 2018 | Doha         | QAT  | Gold          | Gold          |               |      |      |
| CHN     | ITTF World Tour              | 2018 | Budapest     | HUN  | Gold          | Gold          |               |      |      |
| CHN     | ITTF World Tour              | 2017 | Stockholm    | SWE  | Silber        | Gold          |               |      |      |
| CHN     | ITTF World Tour              | 2017 | Magdeburg    | GER  | Halbfinale    | Viertelfinale |               |      |      |
| CHN     | ITTF World Tour              | 2017 | Tokio        | JPN  | Silber        | Halbfinale    |               |      |      |
| CHN     | ITTF World Tour              | 2017 | Chengdu      | CHN  | letzte 32     | Halbfinale    |               |      |      |
| CHN     | ITTF World Tour              | 2017 | Doha         | QAT  | Silber        | Viertelfinale |               |      |      |
| CHN     | ITTF World Tour              | 2016 | Incheon      | KOR  | Halbfinale    | Halbfinale    |               |      |      |
| CHN     | ITTF World Tour              | 2016 | Tokio        | JPN  | Gold          | Silber        |               |      |      |
| CHN     | ITTF World Tour              | 2016 | Chengdu      | CHN  | Gold          | Silber        |               |      |      |
| CHN     | ITTF World Tour              | 2016 | Doha         | QAT  | Silber        | Gold          |               |      |      |
| CHN     | ITTF World Tour              | 2016 | Kuwait-Stadt | KUW  | Halbfinale    | Halbfinale    |               |      |      |
| CHN     | ITTF World Tour              | 2015 | Stockholm    | SWE  | Gold          | Silber        |               |      |      |
| CHN     | ITTF World Tour              | 2015 | Warschau     | POL  | Gold          | letzte 16     |               |      |      |
| CHN     | ITTF World Tour              | 2015 | Kobe         | JPN  | Halbfinale    | Silber        |               |      |      |
| CHN     | ITTF World Tour              | 2015 | Chengdu      | CHN  | Halbfinale    | Gold          |               |      |      |
| CHN     | ITTF World Tour              | 2015 | Kuwait-Stadt | KUW  | Halbfinale    | Halbfinale    |               |      |      |
| CHN     | ITTF World Tour              | 2014 | Stockholm    | SWE  | Gold          | Silber        |               |      |      |
| CHN     | ITTF World Tour              | 2014 | Doha         | QAT  | letzte 16     | Halbfinale    |               |      |      |
| CHN     | ITTF World Tour              | 2014 | Kuwait-Stadt | KUW  | Gold          | Viertelfinale |               |      |      |
| CHN     | ITTF World Tour              | 2014 | Chengdu      | CHN  | Halbfinale    | Gold          |               |      |      |
| CHN     | ITTF World Tour              | 2013 | Stockholm    | SWE  | Silber        | Viertelfinale |               |      |      |
| CHN     | ITTF World Tour              | 2013 | Berlin       | GER  | Gold          | Viertelfinale |               |      |      |
| CHN     | ITTF World Tour              | 2013 | Spala        | POL  | Gold          | Viertelfinale |               |      |      |
| CHN     | ITTF World Tour              | 2013 | Changchun    | CHN  | Viertelfinale | Qual.         |               |      | Gold |
| CHN     | ITTF World Tour              | 2013 | Doha         | QAT  | letzte 32     | letzte 16     |               |      |      |
| CHN     | WTT Finals                   | 2023 | Doha         | QAT  | Silber        | Halbfinale    |               |      |      |
| CHN     | WTT Cup Finals               | 2022 | Xinxiang     | CHN  | Viertelfinale |               |               |      |      |
| CHN     | WTT Cup Finals               | 2021 | Singapur     | SGP  | Gold          |               |               |      |      |
| CHN     | ITTF Finals                  | 2020 | Zhengzhou    | CHN  | Silber        |               |               |      |      |
| CHN     | ITTF World Tour Grand Finals | 2019 | Zhengzhou    | CHN  | Gold          | Gold          |               |      |      |
| CHN     | ITTF World Tour Grand Finals | 2018 | Incheon      | KOR  | Viertelfinale |               |               |      |      |
| CHN     | ITTF World Tour Grand Finals | 2017 | Astana       | KAZ  | Gold          |               |               |      |      |
| CHN     | ITTF World Tour Grand Finals | 2016 | Doha         | QAT  | Silber        |               |               |      |      |
| CHN     | ITTF World Tour Grand Finals | 2015 | Lissabon     | POR  | Silber        |               |               |      |      |
| CHN     | ITTF World Tour Grand Finals | 2013 | Dubai        | UAE  | Halbfinale    |               |               |      |      |
| CHN     | Weltmeisterschaft            | 2024 | Busan        | KOR  |               |               |               | Gold |      |
| CHN     | Weltmeisterschaft            | 2023 | Durban       | RSA  | Gold          | Gold          |               |      |      |
| CHN     | Weltmeisterschaft            | 2022 | Chengdu      | CHN  |               |               |               | Gold |      |
| CHN     | Weltmeisterschaft            | 2021 | Houston      | USA  | Gold          | Viertelfinale |               |      |      |
| CHN     | Weltmeisterschaft            | 2019 | Budapest     | HUN  | letzte 16     |               | Halbfinale    |      |      |
| CHN     | Weltmeisterschaft            | 2018 | Halmstad     | SWE  |               |               |               | Gold |      |
| CHN     | Weltmeisterschaft            | 2017 | Düsseldorf   | GER  | Silber        | Gold          |               |      |      |
| CHN     | Weltmeisterschaft            | 2016 | Kuala Lumpur | MAS  |               |               |               | Gold |      |
| CHN     | Weltmeisterschaft            | 2015 | Suzhou       | CHN  | Halbfinale    | Silber        |               |      |      |
| CHN     | Weltmeisterschaft            | 2014 | Tokio        | JPN  |               |               |               | Gold |      |
| CHN     | Weltmeisterschaft            | 2013 | Paris        | FRA  | letzte 32     |               |               |      |      |
| CHN     | World Cup                    | 2024 | Macau        | MAC  | Viertelfinale |               |               |      |      |
| CHN     | World Cup                    | 2020 | Weihai       | CHN  | Gold          |               |               |      |      |
| CHN     | World Cup                    | 2019 | Chengdu      | CHN  | Gold          |               |               |      |      |
| CHN     | World Cup                    | 2018 | Paris        | FRA  | Gold          |               |               |      |      |
| CHN     | World Cup                    | 2016 | Saarbrücken  | GER  | Gold          |               |               |      |      |
| CHN     | World Cup                    | 2015 | Halmstad     | SWE  | Silber        |               |               |      |      |
| CHN     | World Team Cup               | 2019 | Tokio        | JNP  |               |               |               | Gold |      |
| CHN     | World Team Cup               | 2018 | London       | ENG  |               |               |               | Gold |      |
| CHN     | World Team Cup               | 2015 | Dubai        | UAE  |               |               |               | Gold |      |
| CHN     | Jugend-Asienmeisterschaft    | 2012 |              | CHN  | Gold          |               |               |      |      |
| CHN     | Jugend-Asienspiele           | 2013 | Nanjing      | CHN  | Gold          |               |               |      |      |
| CHN     | Jugend-Weltmeisterschaft     | 2012 | Hyderabad    | IND  | Gold          | Silber        | Gold          | Gold |      |